# Санта Барбара (Арецо)
Санта Барбара је насеље у Италији у округу Арецо, региону Тоскана.
Према процени из 2011. у насељу је живело 11 становника. Насеље се налази на надморској висини од 319 м.